# Краївщинська сільська рада
Краївщинська сільська рада — колишня адміністративно-територіальна одиниця та орган місцевого самоврядування у Хорошівському (Кутузівському, Володарсько-Волинському), Коростенському (Ушомирському) і Черняхівському районах Коростенської і Волинської округ, Київської й Житомирської областей Української РСР та України з адміністративним центром у с. Краївщина.

## Населені пункти
Сільській раді були підпорядковані населені пункти:
- с. Краївщина
- с. Іванівка
- с. Омелівка
- с. Шадура
- с. Яблунівка

## Населення
Кількість населення ради, станом на 1923 рік, становила 2 230 осіб, кількість дворів — 448.
Кількість населення сільської ради, станом на 1924 рік, становила 2 452 особи.
Відповідно до результатів перепису населення СРСР, кількість населення ради, станом на 12 січня 1989 року, становила 875 осіб.
Станом на 5 грудня 2001 року, відповідно до перепису населення України, кількість мешканців сільської ради становила 721 особу.

## Склад ради
Рада складалася з 12 депутатів та голови.

## Керівний склад сільської ради
| ПІБ                       | Основні відомості                                                          | Дата обрання | Дата звільнення |
| ------------------------- | -------------------------------------------------------------------------- | ------------ | --------------- |
| Сергієнко Сергій Петрович | Сільський голова , 1957 року народження, освіта, член народної партії      | 26.03.2006   | 31.10.2010      |
| Сергієнко Сергій Петрович | Сільський голова , 1957 року народження, освіта вища, член Партії регіонів | 31.10.2010   | 02.06.2013      |
| Гаврилюк Юлія Віталіївна  | Сільський голова , 1967 року народження, освіта вища, член Партії регіонів | 02.06.2013   |                 |

Примітка: таблиця складена за даними джерела

## Історія
Створена 1923 року в складі с. Краївщина та колоній Андріївка, Вікторинка, Емілівка (згодом — Омелівка), Олександрія, Остронь і Францівка (згодом — Яблунівка) Кутузівської волості Житомирського повіту Волинської губернії. 24 серпня 1923 року, відповідно до рішення Волинської ГАТК (протокол № 4 «Про зміни границь в межах округів, районів і сільрад»), колонії Вікторинка та Остронь передані до складу Писарівської сільської ради Кутузівського району. На 17 грудня 1926 року на обліку числився хутір Устинівка. Станом на 1 жовтня 1941 року кол. Андріївка та х. Устинівка не перебувають на обліку населених пунктів.
Станом на 1 вересня 1946 року сільська рада входила до складу Володарсько-Волинського району Житомирської області, на обліку в раді перебували села Краївщина, Омелівка та Яблунівка, кол. Олександрія не перебуває на обліку.
5 березня 1959 року, відповідно до рішення Житомирського облвиконкому № 161 «Про ліквідацію та зміну адміністративно-територіального поділу окремих рад області», до складу ради передані села Шадура та Янівка (згодом — Іванівка) ліквідованої Писарівської сільської ради Володарсько-Волинського району.
На 1 січня 1972 року сільська рада входила до складу Володарсько-Волинського району Житомирської області, на обліку в раді перебували села Іванівка, Краївщина, Омелівка, Шадура та Яблунівка.
Припинила існування 27 грудня 2016 року через об'єднання до складу Хорошівської селищної територіальної громади Хорошівського району Житомирської області.
Входила до складу Хорошівського (Кутузівського, Володарсько-Волинського, 7.03.1923 р., 14.10.1933 р., 8.12.1966 р.), Коростенського (Ушомирського, 23.09.1925 р.) та Черняхівського (30.12.1962 р.) районів.